# Choriolaus howdeni
Choriolaus howdeni là một loài bọ cánh cứng trong họ Cerambycidae.